# Nokia 8.1
Il Nokia 8.1 è uno smartphone del 2018 a marchio Nokia sviluppato da HMD Global, successore dei Nokia 8 e 8 Plus e predecessore del Nokia 8.3 5G.
In Cina è stato commercializzato come Nokia X7, con Android 8.1 anziché 9.0 e senza NFC (rispetto all'8.1 "normale" per il resto del mondo).

## Caratteristiche tecniche

### Hardware
Il Nokia 8.1 è uno smartphone con form factor di tipo slate, le cui dimensioni sono di 154.8 x 75.8 x 8 millimetri e pesa 180 grammi.
Il dispositivo è dotato di connettività GSM, CDMA, HSPA, LTE, di Wi-Fi 802.11 a/b/g/n/ac dual-band con supporto a hotspot e Wi-Fi Direct, di Bluetooth 5.0 con A2DP ed LE, di GPS con A-GPS, BDS e GLONASS, di NFC e di radio FM. Ha una porta miniUSB OTG 2.0 di tipo C 1.0 ed un ingresso per jack audio da 3.5 mm.
Il Nokia 8.1 è dotato di schermo touchscreen capacitivo da 6,18 pollici di diagonale e angoli arrotondati, di tipo IPS LCD, HDR10, con aspect ratio 19:9 e risoluzione Full HD+ 1080 x 2280 pixel (densità di 408 pixel per pollice). Lo schermo è protetto da un vetro NEG. Il frame laterale è in alluminio serie 6000, il retro in vetro.
La batteria agli ioni di litio da 3500 mAh non è removibile dall'utente. Supporta la ricarica rapida a 18 W.
Il chipset è uno Snapdragon 710. La memoria interna, di tipo eMMC 5.1, è di 64/128 GB, espandibile con microSD, mentre la RAM è di 4/6 GB.
La fotocamera posteriore ha due sensori, uno da 12 megapixel con apertura f/1.8 e uno da 13 MP; è dotata di autofocus Dual Pixel, stabilizzatore d'immagine (OIS), HDR, ottiche Zeiss e doppio flash LED dual-tone, con registrazione video 4K a 30 fps (o in Full HD a 30 fps con stabilizzazione EIS), mentre la fotocamera anteriore, inserita nel notch superiore, è da 20 megapixel con apertura f/2.0 e con registrazione video Full HD a 30 fps.

### Software
Il sistema operativo è Android, in versione Android 9 Pie, con Android One, aggiornabile ad Android 10.

## Commercializzazione
Il dispositivo è stato rilasciato a dicembre 2018, ed è dual SIM "ibrido" (ossia uno slot può essere usato o per l'inserimento di una seconda SIM o della microSD).